# Ensete homblei
Ensete homblei är en enhjärtbladig växtart som först beskrevs av Bequaert och De Wild., och fick sitt nu gällande namn av Ernest Entwistle Cheesman. Ensete homblei ingår i släktet ensetebanansläktet, och familjen bananväxter. Inga underarter finns listade i Catalogue of Life.